# Жёлтое (Софиевский район)
Жёлтое (укр. Жовте) — село,
Нововасилевский сельский совет,
Софиевский район,
Днепропетровская область,
Украина.
Код КОАТУУ — 1225285203. Население по переписи 2001 года составляло 388 человек.

## Географическое положение
Село Жёлтое находится в 3-х км от левого берега реки Жёлтенькая, на расстоянии в 1 км от села Новые Ковна и в 3-х км от села Нововитебское.
По селу протекает пересыхающий ручей с запрудой.
Через село проходит автомобильная дорога Т-0419.

## История
В 1949 году указом ПВС УССР хутор Жёлтый преобразован в село Жёлтое.